# Никитенко, Борис Леонидович
Борис Леонидович Никитенко (род. 7 августа 1961 года) — российский учёный, геолог и геофизик, член-корреспондент РАН (2022).

## Биография
Родился 7 августа 1961 года.
В 1986 году — окончил геолого-геофизический факультет Новосибирского государственного университета.
После окончания ВУЗа продолжил обучение в аспирантуре (1986—1989) в Институте геологии и геофизики СО АН СССР (сейчас Институт нефтегазовой геологии и геофизики имени А. А. Трофимука СО РАН), где в дальнейшем и работает, пройдя путь от младшего научного сотрудника до заведующего лабораторией микропалеонтологии (с 1997 года) и заместителя директора по научной работе по направлению палеонтология, стратиграфия и седиментология (с 2019 года).
В 1990 году — защитил кандидатскую, в 2005 году — докторскую диссертацию, тема: «Стратиграфия, палеобиогеография и биофации юры Сибири по микрофауне: Фораминиферы и остракоды».
В 2015 году — работал приглашенным профессором в университете г. Лилль, Франция.
С 2014 года по настоящее время — ведущий научный сотрудник лаборатории геодинамики и палеомагнетизма Центральной и Восточной Арктики ГГФ НГУ.
С 2018 года по настоящее время — руководитель Центра коллективного пользования «Коллекции уникальных геологических материалов (палеонтологических, микропалеонтологических и палинологических) Сибири и Арктики (ГЕОХРОН)».
В 2022 году — избран членом-корреспондентом РАН от Отделения наук о Земле.

## Научная деятельность
Научные интересы: микрофауна мезозоя, геология и стратиграфия мезозоя Арктики, палеоэкология, палеогеография, фации, бассейновый анализ.
Автор и соавтор 245 научных работ, из них 6 монографий.
Полевые исследования (2007—2017): 2008 — юра междуречья рек Оленёк и Лена; 2009 — юра и мел бассейна реки Оленёк; 2009 — мезозой острова Котельный, архипелаг Новосибирские острова; 2010 — мезозой низовьев реки Оленёк и Оленекского залива моря Лаптевых; 2011 — юра и мел Анабарского залива и острова Большой Бегичев моря Лаптевых; 2012 — мезозой кряжа Прончищева; 2013 — мезозой бассейна реки Анабар; 2015 — триас и юра Анабарского залива моря Лаптевых; 2015 — юра северо-западного побережья Франции; 2017 — мезозой восточного обрамления Оленекского поднятия (междуречье рр. Оленёк и Лена).
Заместитель председателя комиссии по микропалеонтологии при Отделении биологических наук.